# 각국조계석
각국조계석(各國租界石, 영어: Border Stone Between Local Residences and Foreign Concessions)은 인천광역시 연수구 옥련동, 인천광역시립박물관에 있는, 조선시대의 석각이다. 1990년 11월 9일 인천광역시의 문화재자료 제4호로 지정되었다.

## 현지 안내문
조계는 지방행정권을 외국인에게 위임한 외국인전용 주거지역을 이르며, 조계석은 이러한 지역의 경계를 표시해 놓은 일종의 푯말이다. 인천에는 1883년 일본전관조계를 시작으로, 1884년 화상지계·각국조계 등 3개의 조계가 설정되었는데, 그 중 이 각국 조계는 우리나라와 미국·영국·청국·일본·독일 대표 사이에 체결된 “인천제물포각국조계장정”에 따라 지정된 것이다. 약 14만평 규모의 송학동·송월동·만석동 일대 외국인 주거지역의 경계를 표시한 것으로, 각 면이 잘 다듬어진 4각을 이루고 있다.

## 참고 자료
- 각국조계석 - 국가유산청 국가유산포털